# Fabio Felline
Fabio Felline (Turim, 29 de março de 1990) é um ciclista de estrada italiano que corre para a equipe Trek Factory Racing. É profissional desde 2010.

## Biografia
Depois de anos de vitórias contínuas entre os rapazes, compete uma só temporada nos Amadores Elita/Under 23 e passa a profissional no começo de 2010 com a Footon-Servetto. No mesmo ano, ganha duas etapas e a classificação final do circuito de Lorena. Após chegar décimo no Prémio E3 das Flandres, participa da Volta à Romandia, arribando quinto na tabela dos jovens, e do Tour, retirando-se no fim da oitava etapa por causa de uma queda.
Em 2011, compete para a Geox e ganha em volada a etapa do Brixia Tour com chegada em Brescia.
Para 2012, assina um contrato com a equipe Androni Giocattoli-Venezuela: o primeiro sucesso com a nova farda chega em abril, na Volta ao Apenino. Participa da Volta à Itália de 2012, otendo o segundo lugar na novena etapa de San Giorgio al Sannio a Frosinone. Em julho, fica convocado pelo treinador Bettini para uma concentração de três dias em Levico Terme, do 19 ao 21, ao fim de preparar-se para os jogos olímpicos e o mundial. No entanto, acaba por não ser convocado na seleção olímpica italiana. Em setembro, ganha o Memorial Pantani. Fica convocado para a corrida dos Under 23 do campeonato mundial em Holanda, mas infelizmente não consegue chegar entre os primeiros. Está considerado como um dos jovens mais prometedores do ciclismo italiano.
Na temporada de 2013, Felline obteve a sua primeira Vitória no 20 de março, na primeira semi-etapa da Semana Coppi & Bartali, com partida e chegada em Gatteo a Mare.
2014 é um ano sem sorte para Felline, que por causa das suas condições fisicas não perfeitas não consegue obter nenhuma vitória.